# George Furth
George Furth est un acteur et scénariste américain, né le 14 décembre 1932 à Chicago (Illinois), mort le 11 août 2008 à Santa Monica (Californie).

## Filmographie

### Acteur
- 1964 : Que le meilleur l'emporte (The Best Man) : Tom
- 1964 : The New Interns (en) : Dr Phil Osterman
- 1965 : Le Coup de l'oreiller (A Very Special Favor) : Pete
- 1965 : Tammy (en) (série télévisée) : Dwayne Whitt (unknown episodes)
- 1965 : À corps perdu (A Rage to Live) : Paul Rutherford
- 1966 : Fame Is the Name of the Game (TV) : Morgue Attendant
- 1967 : The Cool Ones (en) de Gene Nelson : Howie
- 1967 : Tammy and the Millionaire (en) : Dwayne Whitt
- 1967 : Le Diable à trois (Games) de Curtis Harrington : Terry, l'invité à la fête
- 1968 : Nobody's Perfect (en) : Hamner
- 1968 : How to Save a Marriage (And Ruin Your Life) : Roger
- 1968 : Syndicat du meurtre (P.J.) de John Guillermin : Sonny Silene
- 1968 : L'Intrus magnifique (What's So Bad About Feeling Good?) de George Seaton : Murgatroyd
- 1968 : L'Étrangleur de Boston (The Boston Strangler) de Richard Fleischer : Lyonel Brumley
- 1968 : The Good Guys (en) (série télévisée) : Hal Dawson (unknown episodes, 1968-1969)
- 1969 : Butch Cassidy et le Kid (Butch Cassidy and the Sundance Kid) : Woodcock
- 1970 : Myra Breckinridge de Michael Sarne (en) : Charlie Flager Jr.
- 1971 : Sam Hill: Who Killed Mr. Foster? (TV) : Fletcher
- 1973 : The Third Girl from the Left (en) (TV) : Zimmy
- 1973 : Woody et les Robots (Sleeper) : Guest at Luna's party
- 1973 : What Are Best Friends For? (TV) : Barry Chambers
- 1974 : Le shérif est en prison (Blazing Saddles) : Van Johnson
- 1975 : For the Use of the Hall (TV) : Martin
- 1975 : Let's Switch! (TV) : Sidney King
- 1975 : Shampoo : M.. Pettis
- 1976 : The Dumplings (en) (série télévisée) : Frederic Steele
- 1976 : La Petite Maison dans la prairie (The House on the Prairie) (série télévisée) : Hannibal Godfrey
- 1976 : Norman... Is That You? : Bookstore Clerk
- 1977 : American Raspberry : Président
- 1977 : Les Naufragés du 747 (Airport '77) : Gerald Lucas
- 1977 : Charlie Cobb: Nice Night for a Hanging (TV) : Conroy
- 1977 : Bon Dieu !  (Oh, God!), de Carl Reiner : Briggs
- 1978 : La Fureur du danger (Hooper) : George Budwell, Humane Society Representative
- 1980 : The Scarlett O'Hara War (TV) : George Cukor
- 1981 : L'Équipée du Cannonball (The Cannonball Run) : Arthur J. Foyt
- 1982 : Megaforce : Eggstrum
- 1982 : Docteurs in love (Young Doctors in Love) : Disgusting Looking Patient
- 1983 : Doctor Detroit : Arthur Skridlow
- 1983 : L'Homme aux deux cerveaux (The Man with Two Brains) : Timon
- 1993 : Docteur Quinn, femme médecin : Jedediah Bancroft (saison 1 épisode 2)
- 1994 : Docteur Quinn, femme médecin : Jedediah Bancroft (saison 2 épisode 21)
- 1998 : Bulworth de Warren Beatty : Older Man
- 1998 : Goodbye Lover : M.. Merritt

### Scénariste
- 1975 : Twigs (TV)